# Гойкалово
Гойкалово — хутор в Каменском районе Воронежской области России.
Входит в состав Дегтяренского сельского поселения.

## Население
| 1859 | 1897 | 2010 |
| ---- | ---- | ---- |
| 356  | ↗588 | ↘202 |

## Улицы
- ул. Космонавтов,
- ул. Курганская,
- ул. Механизаторов,
- ул. Центральная.